# Impugnazione
Il termine impugnazione (dal latino in pugnare, 'combattere contro'), nel diritto, designa tanto l'atto giuridico con il quale un soggetto chiede al giudice di eliminare o modificare un determinato atto giuridico, quanto il procedimento che in tal modo viene avviato. 
L'impugnazione può avere ad oggetto atti giuridici di varia natura, come atti di diritto privato o atti amministrativi, ma l'uso più frequente del termine è riferito alla richiesta di eliminare o modificare un provvedimento giurisdizionale rivolta ad un giudice diverso da quello che l'ha pronunciato o, talvolta, allo stesso giudice. 
I singoli mezzi d'impugnazione previsti dal diritto positivo sono variamente denominati - ad esempio, appello, riesame, opposizione, reclamo, ricorso, ecc. - secondo una terminologia che può variare da un ordinamento all'altro.

## Impugnazione della sentenza
L'esempio più tipico e frequente di impugnazione è nell'ambito di un processo, dove è data facoltà alla parti (ed eccezionalmente a terzi) di impugnare la sentenza pronunciata in esito allo stesso, consci dell'inevitabile possibilità che sia errata o, comunque, ingiusta. L'impugnazione della sentenza apre una nuova fase del processo o, come si suole dire, un nuovo grado di giudizio, che si svolge innanzi ad un giudice diverso (giudice dell'impugnazione).
Gli ordinamenti, per conciliare l'esigenza di giustizia con quella di certezza del diritto, pongono un limite al numero di gradi di giudizio esperibili, di solito tre, e stabiliscono un termine perentorio entro il quale l'impugnazione deve essere proposta. La mancata impugnazione entro tale termine o l'esaurimento dei gradi di giudizio disponibili determina il passaggio in giudicato della sentenza: da questo momento la sentenza non è più attaccabile con impugnazioni, per lo meno con quelle  ordinarie, giacché l'ordinamento può prevedere impugnazioni straordinarie esperibili, in casi eccezionali, contro sentenze passate in giudicato.
I mezzi di impugnazione delle sentenze sono solo quelli previsti dall'ordinamento, ossia sono tipici. Negli ordinamenti di common law, a differenza di quelli di civil law, il ricorso a certi mezzi d'impugnazione è subordinato alla previa autorizzazione discrezionale del giudice adito e/o di quello che ha pronunciato la sentenza impugnata (un mezzo d'impugnazione di questo tipo è detto appeal by leave o by permission, in contrapposizione all'appeal as of right). Il diritto di impugnare è di regola riconosciuto a tutte le parti del processo, tuttavia certi ordinamenti (soprattutto di common law) escludono o quantomeno limitano la possibilità del pubblico ministero di impugnare le sentenze di assoluzione pronunciate dal giudice penale.

### Impugnazioni in senso stretto e gravami
In dottrina si distingue tra impugnazione in senso stretto e gravame. Con la prima vengono contestati vizi specifici della sentenza, che la rendono invalida come atto giuridico. Il gravame, invece, mira al completo riesame della controversia, in modo da giungere ad un nuovo giudizio in sostituzione di quello contenuto nella sentenza impugnata, ritenuto ingiusto. Il gravame, in altri termini, fa sì che il giudice adito riesamini la controversia in tutti i suoi aspetti e con gli stessi poteri del giudice che ha pronunciato la sentenza impugnata, senza necessità di un preventivo giudizio sulla validità di quest'ultima (cosiddetto effetto devolutivo),  mentre nelle impugnazioni in senso stretto il giudizio d'impugnazione, nettamente separato dal giudizio precedente, si articola, almeno sul piano concettuale, in due fasi, una volta all'annullamento della sentenza impugnata (giudizio rescindente) e l'altra - che si può svolgere anche innanzi ad un diverso giudice - volta ad ottenere una nuova sentenza in sostituzione di quella annullata (giudizio rescissorio).
Nella pratica, la distinzione non è sempre così netta, giacché elementi dei due tipi si possono trovare frammisti nei mezzi d'impugnazione previsti dal diritto positivo; pur con queste commistioni, vengono portati quali esempi di gravame e di impugnazione in senso stretto, rispettivamente, l'appello negli ordinamenti di civil law e il ricorso per cassazione in quegli ordinamenti di civil law che, come l'Italia, hanno una corte di cassazione ispirata al modello francese. Negli ordinamenti di common law il giudice dell'impugnazione ha limitate possibilità di rivedere le questioni di fatto decise con la pronuncia impugnata, sicché l'appeal anglosassone non coincide con l'appello dei sistemi continentali. L'URSS aveva abolito l'appello, ereditato dal previgente ordinamento di civil law, ritenendolo incompatibile con l'idea che giudici sono rappresentanti del popolo, in quanto eletti dalle assemblee popolari o direttamente dai cittadini; le impugnazioni consentivano, quindi, un controllo di sola legittimità sulle sentenze; questo sfavore verso l'appello è stato poi imitato da altri stati comunisti anche se, con il tempo, alcuni lo hanno attenuato; caduto il regime comunista, in Russia e negli altri paesi dell'Europa orientale è stato ripristinato l'appello secondo la tradizione di civil law.

## Le sentenze suicide
Nei sistemi di civil law, dove le sentenze devono essere motivate e su questa motivazione si costruiscono i motivi di impugnazione, si può verificare un "corto circuito". 
La "sentenza suicida" si verifica quando la composizione dell'organo giudicante risponde, invece, a criteri di common law, come la presenza di giudici non professionali: "quando i giurati popolari decidevano la condanna contro il parere del magistrato (presidente della corte straordinaria), costui, incaricato di stendere materialmente il giudizio, v’inseriva argomentazioni contraddittorie che avrebbero permesso alla Cassazione l’annullamento per vizio di forma. In simili casi, tutt’altro che rari, la partecipazione popolare all’amministrazione della giustizia risultava una turlupinatura".
In realtà, però, il fenomeno nasceva ancora prima, sempre in Italia: "la storia delle sentenze suicide è la storia dei consiglieri di Corte d’appello che, durante il ventennio, sfuggivano ai rigori del diktat del segretario locale del fascio condannando con sentenze dai dispositivi proni e dalle motivazioni contraddittorie, così da ottenere dalla Cassazione “liberale” l’assoluzione per inadeguatezza di motivazione che a Roma (sede di maggiore autorevolezza e credibilità) i supremi giudici riuscivano ad emettere resistendo più decisamente ai mille gerarchi di provincia del duce".